# Павлюк, Георгий Николаевич
Георгий Николаевич Павлюк (1925—1987) — украинский художник, педагог, профессор.

## Биография
Георгий Николаевич Павлюк родился 20 ноября в Одессе в семье художника.
В 1943—1944 гг. — участник партизанского движения в Одесской области (Нерубайский отряд).
В 1944—1946 гг. — участник Великой Отечественной войны. Принимал участие в освобождении Дрездена, Праrы, Берлина. Награждён боевыми наградами.
В 1946—1947 гг. — студент Одесского художественного училища. Учился в мастерской профессора И. Т. Фраерман, М. А. Павлюка.
В 1947—1953 гг. — учился в Киевской в художественном институте, мастерская профессора С. А. Григорьева.
В 1950 году впервые принимал часть в художественной выставке.
В период с 1953-го по 1966 год преподавал рисунок и живопись в Одесском художественном училище.
В 1957 году принят в члены Союза художников СССР.
С 1972 по 1975 год преподавал живопись и рисунок в Одесском инженерно-строительном институте.
В 1973 году присвоено звание заслуженного художника УССР.
В 1980—1985 гг. — председатель живописной совета Одесской организации Союза художников Украины. Заместитель голов и живописной секции Одесской организации Союза художников Украины.
В 1985—1987 гг. — член республиканского правления Союза художников УССР. Заместитель председателя правления Одесской организации Союза художников УССР.
В 1987 году ушел из жизни. Похоронен в Одессе.

## Детство
Георгий Николаевич Павлюк вырос в семье художника. Его отец Николай Артемович, был талантливым живописцем и выдающимся педагогом. Сорок лет жизни он положил на алтарь воспитания молодого поколения в стенах Одесского художественного Училища.
Мать Георгия Павлюка — Мария Георгиевна также была художницей. Творческая атмосфера родного дома рано пробудила в маленьком Николае способности к искусству. Это и определило жизненный путь мастера.
После войны Павлюк успешно оканчивает Одесское художественное училище и поступает в Киевский художественный институт, где обучается в мастерской профессора С. А. Григорьева.
По окончании института в 1953 году навсегда возвращается в родную Одессу.

## Зрелые годы
Георгий Николаевич рано ушел из жизни. Его творческое вдохновение было отдано искусству до последней капли. Будучи тяжело больным, в больнице, он не переставал работать, рисуя там портреты докторов и медицинских сестёр простым карандашом.

## Творчество
Шестидесятые годы вносят новое дыхание в жизнь Г. Павлюка. Распространяются творческие горизонты художника, активно звучит гражданская тема. Теперь художник осознаёт действительность иначе, ищет новых способов пластических и образных высказываний.
Картина «Металл» / 1960 / знаменует начало этого искания и обращение к более суровым реалиям повседневности. По горизонтальной плоскости полотна закомпоновано две фиrуры сталеваров в резком и напряжённом ракурсе. Авторская речь подчеркнуто лаконична: ни лишних деталей или атрибутов, образы обобщены, цветовая гамма скупа. У художника не было намерения отображать конкретных людей. Его цель — создать романтический образ «укротитель огня», картину-действие рождение металла. Охристо-красный колорит золотрrо огня смягчает строгость силуэтов, жесткость композиции. Произведение «Металл» — своеобразная дань "строгому стилю, который господствовал в отечественном искусстве 60-х, начала 70-х годов. Эту же линию Г. Павлюк продолжает в картинах «Караул» / 1965—1967 /, частично в композиции "Прощание с товарищем "/ 1969 /, которая была создана под влиянием впечатлений событий гражданской войны.
В 1963 году Г. Павлюк пишет новое тематическое полотно «Заочник», которое создаёт более традиционными средствами художественного выражения. Здесь автор попытался решить морально-психолоrические проблемы исследуя мир современника. Точность и достоверность типажа созвучны с романтической трактовкой
образа. Акцентируя моральные черты героя, художник обличает его внутренний состав. Созвучность эмоционального и логического, синтеза многих жизненных впечатлений позволили Г. Павлюку воспроизвести так называемый сборный образ современника.
Особое место в крымской серии и некоторых других пейзажах Г. Павлюка занимает небо. Он умел его писать. Никогда не повторялся, не увлекался найденными
ранее живописными эффектам. В движении серых жемчужных облаков, ярких глубинах серебристых отливах голубого заложено художником откровенное и праздничное отношение к природе.
Вершиной пейзажно-жанровой тематики в творчестве Г. Павлюка, так сказать, его духовным заветом, стало полотно «Утро» 1977 г. Оно получило множество положительных откликов прессы и критики. Это удивительно ясное и гармоничное произведение, привлекает любителей живописи художественной убежденностью, ясностью пластических решений. Мягкая цветовая гамма усиливает ощущение радости, покоя, тишины, которые особенно ощутимы в наше подвижное время.
Особое место в творчестве Павлюка занимал очень сложный жанр путевого рисунка, который сопровождал художника в странствиях по разным странам мира. Очень выразительными в своей образной содержательности графические письма из циклов «Англия», «Польша», «Румыния», «Италия», «По Монголии».
В 1986 году состоялась творческая поездка в Монголию, после возвращения из которой в Одессе и Киеве была открыта последняя в жизни автора выставка «Два недели по Монголии».
В 1993—1994 годах в Одесском художественном музее прошла выставка Г. Н. Павлюка .
Картины художника хранятся в коллекциях Сумского художественного музея, Новокаховской картинной галереи им. А. С. Гавдзинского. Винницкого художественного музея, Ивано-Франковском художественном музее, Измаильский картинной галереи, Черниговском художественном музее, Житомирском краеведческом музее, Хмельницком художественном музее, Музее современного искусства Украины , Национальной академии изобразительного искусства и частных собраниях Украины, Японии, Бельгии.
При жизни Георгий Павлюк был известным и успешным живописцем, а также много времени проводил со своими учениками. Среди последователей Павлюка — заслуженный художник Украины Анатолий Кравченко.